# 244 (szám)
A 244 (kétszáznegyvennégy) a 243 és 245 között található természetes szám.